# Opstand van Mariënburg
De opstand van Mariënburg verwijst naar de opstand op 30 juli 1902 van Hindoestaanse contractarbeiders op de suikerrietplantage Mariënburg aan de Beneden-Commewijne, Suriname. Het was met meerdere honderden opstandelingen en 24 doden de grootste en bloedigste opstand in Suriname onder contractarbeiders.

## Suikerrietplantage Mariënburg
De plantage en suikerfabriek van Mariënburg waren begin 20e eeuw eigendom van de Nederlandsche Handel Maatschappij (NHM) en werden geleid door directeur James Mavor. Hij was niet geliefd onder de contractarbeiders vanwege zijn strenge regime en zijn streven naar een maximale arbeidsinzet tegen zo min mogelijk loon. Als de contractarbeiders zich hier niet naar wilden schikken, werden ze zwaar gestraft, soms met een kromboei. Vanwege de hoge opbrengsten voor de koloniale kas lieten de gouverneur en de agent-generaal voor de Immigratie hem ongestoord zijn gang gaan. De communicatie tussen Mavor en de contractarbeiders werd daarbij extra verstoord omdat de tolken alles niet altijd goed wisten te vertalen. Vooral in geval van emoties en agressie gingen de vertalingen nogal eens mis.

### Moord op directeur Mavor
De arbeiders in het veld hadden tot taak om het suikerriet van de toppen af te kappen, het weg te dragen en de sloten (trenzen) schoon te maken. Ze kregen een bepaalde oppervlakte toegewezen, maar ze klaagden steeds weer dat het werk te zwaar was en ze er niet de benodigde 80 cent mee konden verdienen. Op 29 juni 1902 zegde Mavor een kleine loonsverhoging toe. Een aantal ging niet akkoord en ging om twaalf uur naar zijn kantoor. Mavor beloofde er nog eens naar te kijken en ging om drie uur te paard naar het veld. Hier verhoogde hij het loon nog iets. Vanwege het ongenoegen over de lage tegemoetkoming begonnen enkele arbeiders rietstokken naar hem toe te gooien. Mavor sprong op zijn paard en vluchtte naar zijn kantoor. Hij werd achtervolgd door een steeds groeiende groep van woedende met hakmessen bewapende arbeiders. Bij de fabriek werd Mavor ingehaald en op beestachtige wijze afgeslacht. Op zijn lichaam bevonden zich 42 kapwonden.

### Aankomst militairen en hoge ambtenaren
Op telefonisch verzoek van districtscommissaris H. van Breen kwam assistentie. Luitenant Brand vertrok vanuit Fort Nieuw-Amsterdam met 24 militairen en de luitenants Pet en Muys vertrokken vanuit Paramaribo met 88 militairen. Die avond vertrok advocaat-generaal Pieter Hofstede Crull met 5 politieagenten. De dag erna volgden agent-generaal George Henry Barnet Lyon en procureur-generaal Jan Wouter van Oosterzee met 13 agenten.
De contractarbeiders weigerden de volgende dag aan het werk te gaan. Van Breen ging naar de koelielines (immigrantenwoningen) om verdachten te arresteren en kwam met veertien arrestanten terug. Onderweg viel het hem op dat meerdere arbeiders bezig waren om hun hakmessen te slijpen. Er werd geroepen en heen en weer gelopen. Van Beem maakte hieruit op dat er een opstand op komst was.

### Opstand
Nog maar net terug op het hoofdkantoor, kwam de melding binnen dat er enkele honderden arbeiders naderden. Het ging om drie groepen die eisten dat de arrestanten vrijgelaten zouden worden. Door de boodschap via de tolk om rustig naar huis te gaan, werden de arbeiders alleen maar woedender en schreeuwden ze nog harder om de vrijlating. Ook maakten de militairen geen indruk met het opzetten van de bajonetten en het demonstratief laden van de geweren. Van Oosterzee gaf via de tolken in de talen Hindi, Javaans en Sranantongo de opdracht om terug te keren naar hun woningen. De houding van de woedende menigte werd echter alleen maar dreigender, ook nadat de tolken de boodschap nog twee keer overbrachten. De arbeiders drongen op naar de brug en riepen maro, maro (slaan, slaan).

### Doden en gewonden
Toen de menigte over een tevoren vastgestelde lijn kwam, gaf luitenant Pet het commando tot één salvo. Sommige militairen bleven echter doorvuren en bij elkaar werden 117 schoten gelost. Zestig arbeiders vielen naar de grond, de rest vluchtte naar hun woningen. Dertien overleden ter plekke, twee kort erna en één op weg naar het hospitaal. Ook daarna overleden nog acht opstandelingen aan de verwondingen. Hiermee kwam het dodental op 24 en het aantal gewonden op 32. Twintig scherpe hakmessen bleven op het slagveld achter.
Hierna werden de lijken ter afschrikking op een rij gelegd. Na enige tijd werden ze in een massagraf op een onbekende locatie gegooid. Agent-generaal Barnet Lyon protesteerde hiertegen, omdat dit tegen de begrafenistradities in het hindoeïsme en de islam Is. De autoriteiten wilden echter voorkomen dat de begraafplek zou verworden tot een pelgrimsoord en wilden geen sporen achterlaten. Om die reden werden ook de lijken bedekt met ongebluste kalk zodat ze sneller zouden vergaan. Barnet Lyon, die ruim tien jaar agent-generaal was geweest voor Immigratie, keerde kort hierna terug naar Nederland en kwam niet meer terug naar Suriname.

### Berechting
Er werden 22 arrestanten naar Paramaribo overbracht en berecht. Acht werden schuldig bevonden aan doodslag in vereniging en kregen twaalf jaar dwangarbeid als straf. De rest werd vrijgesproken. Dhoen-Dhoen werd aangemerkt als hoofddader die Mavor de fatale slag had toegebracht. Hij kreeg een langere gevangenisstraf, maar kreeg later gratie van koningin Wilhelmina. Door zijn geketende gevangenschap ging hij sinds zijn vrijlating mank door het leven.

## Monumenten
De volgende monumenten staan in Mariënburg en herinneren aan de opstand van 1902.
| Artikel                                 | Type       | Kunstenaar    | Onthulling |
| --------------------------------------- | ---------- | ------------- | ---------- |
| Monument voor de Gevallen Helden (2006) | gedenkzuil |               | 2006       |
| Monument voor de Gevallen Helden (2022) | gedenkzuil | Rahied Abdoel | 2022       |